# 維蘇威國家公園
維蘇威國家公園（義大利語：Parco Nazionale del Vesuvio）是義大利的一個國家公園。維蘇威國家公園是一個以位於拿玻里西北的維蘇威火山為中心的國家公園。維蘇威國家公園成立於1995年6月5日，面積135平方公里，全部公園均屬於拿玻里省。維蘇威國家公園以火山地形而著稱，包括了活火山和現在已經不活動的火山。維蘇威國家公園還是612種蔬菜和227種野生動物的家。